# Zoo di Hanoi
Lo zoo di Hanoi, noto anche con il nome di giardino zoologico di Hanoi, è situato all'angolo delle vie di Cau Giay e di Buoi ad Hanoi, nella parte occidentale del centro cittadino. Questo parco ospita centinaia di animali, tra cui il gatto di Temminck.
Lo zoo di Hanoi venne inaugurato nel maggio 1977. Ricopre una superficie di 29 ettari, dei quali 6 di bacini acquatici.